# Живокини, Василий Игнатьевич
Василий Игнатьевич (Иванович) Живоки́ни (1805 или 1807, Москва, Российская империя — 18 [30] января 1874, Москва, Российская империя) — российский актёр-комик, артист Малого театра.
По другим источникам, настоящее имя — Джованни Ламмона.

## Биография
Сын итальянца Джованни делла Мома, приехавшего в Россию вместе с зодчим Растрелли. Мать Живокини, Пелагея Васильевна Азаревич, происходила из семьи крепостных артистов Азаревичи, она танцевала в балете в крепостном театре фаворита Екатерины II С. Г. Зорича, где с ней и познакомился будущий отец артиста и после свадьбы привез в Москву. Сам Джованни делла Мона вначале был декоратором, затем камердинером графа. Чтобы семья жила в довольстве, он открыл макаронную фабрику, полностью сгоревшую в Москве в пожаре 1812 года.
В 1817 году Василий Живокини поступил в Московское театральное училище. Там он готовился быть музыкантом и танцовщиком, но Ф. Ф. Кокошкин заметил драматические способности Живокини и перевёл его в драматическую группу. В 1824 он дебютировал на московской сцене в роли Дубридор в пьесе «Глухой, или Полный трактир». В том же году сыграл Митрофанушку («Недоросль»). Роль Митрофана была неоднозначно принята критиками: от восхищения до порицания молодого исполнителя за неверную трактовку. Живокини показал Митрофанушку обаятельным, добродушным, по-детски наивным. Современники называли его «светлым комиком», поскольку он не мог сыграть отрицательного персонажа, сатирического героя.
В 1825 году, по окончании училища, был зачислен в драматическую труппу московских императорских театров (с 1824 — Малый театр).
Вся пятидесятилетняя артистическая деятельность Живокини проходила в Москве, где он играл не только в бесчисленных комедиях, но и в операх («Аскольдова могила» — опера по роману М. Н. Загоскина, музыка Верстовского, «Цампа, морской разбойник, или Мраморная невеста» — опера Луи Жозефа Фердинанда Герольда, и др.). В «Ревизоре» он играль роль Добчинского, в «Женитьбе» — Кочкарева, в «Горе от ума» — Репетилова. В сферу интересов Живокини входило всё комическое, начиная с водевиля 1830-х годов и кончая опереткой 1860-х гг. Островский поручал Живокини роли купцов и приказных. Его творчеству характерны обращение к буффонаде, к простому веселью, естественности исполнения и уход от наигранности, напыщенности на сцене. Он часто импровизировал, заостряя внимание зрителей на юмористической направленности своих импровизаций. По утверждению [bookz.ru/authors/avtor-neizvesten-3/theatre_encicl/page-242-theatre_encicl.html Театральной энциклопедии], Живокини даже реалистические роли играл в обычной для себя водевильной манере. Он, как и Щепкин, был приверженцем старой актёрской школы, не понимал и не принимал новых реалистических веяний в театральном искусстве, которые принесли драматурги середины XIX века, в первую очередь Островский.
В 1826 году Василий Игнатьевич Живокини женился на учительнице танцев Лобановой и тогда же сменил конфессию с католичества на православие, а в 1841 году принял русское подданство, так как до тех пор имел австрийское гражданство, как и его отец. В 1829 году получил первый бенефис, в который вошла комедия «Явная война» в трёх актах.
Среди ролей Живокини: Жовиаль — «Стряпчий под столом» (1834); Мордашев — «Аз и Ферт», Лев Гурыч Синичкин в одноимённом водевиле Д. Т. Ленского (1839); Падчерицын — водевиль «Хороша и дурна, и глупа, и умна» — авторизованный перевод с французского Д. Т. Ленского , Загорецкий, позже Репетилов в «Горе от ума» А. С. Грибоедова; Кочкарев и Подколесин — «Женитьба», Земляника и Добчинский — «Ревизор» Н. В. Гоголя; Расплюев — «Свадьба Кречинского» А. Сухово-Кобылина, Рисположенский — «Свои люди — сочтёмся» А. Островского, Градобоев — «Горячее сердце», Толстогораздов — «Не сошлись характерами!», Курицын — «Не так живи, как хочется»; Арган — «Мнимый больной», Алим — «Школа жён» Мольера), Грумио —"Укрощение строптивой" Шекспира, Шут — «Двенадцатая ночь»; Помещик Шпундик — «Холостяк», Алупкин — «Завтрак у предводителя» И. С. Тургенева и др.
К. С. Станиславский вспоминал: «Он выходил на сцену и прямо шёл на публику. Став перед рампой, он от себя говорил всему театру приветствие. Ему делали овацию, и уж после этого от начинал играть роль. Эту, казалось бы, непозволительную для серьёзного театра шутку нельзя было отнять у Живокини, — до такой степени она подходила к его артистической личности. При встрече с любимым артистом души зрителей наполнялись радостью. Ему устраивали ещё раз грандиозную овацию за то, что он Живокини, за то, что живёт с нами в одно время, за то, что дарит нам чудесные минуты радости, радости, украшающие жизнь, за то, что всегда бодр и весел, за то, что его любят. Но тот же Живокини умел быть трагически серьёзным в самых комических и даже балаганных местах роли. Он знал секрет, как смешить серьёзом».
Партнёрша Живокини, А. И. Шуберт говорила, что он был немного однообразен, но зато брал своей неистощимой весёлостью: «Выйдет, бывало, на сцену — сразу все горе забудешь. С публикой он не церемонился, говорил часто от себя, прибавляя к роли. Но ему все с рук сходило». Он умел точно и по-настоящему смешно выполнять самые, казалось бы, нелепые трюки, смешить, используя гротесковые, эксцентрические приёмы, и при этом не выпускать из виду суть персонажа. Он умел свободно выходить из образа, из действия, и напрямую общался со зрительным залом, иронизировал по поводу своей роли и пьесы в целом. Часто Живокини упрекали в нарушении художественного вкуса, но эти упреки перевешивала искренняя благодарность зрителя.

Большая биографическая энциклопедия, автор М. Василевская о В. И. Живокини:
Талант Ж., по отзывам современников, "был огромный, хотя и чисто субъективный; он не создавал типов, а данные ему типы, так сказать, приурочивал к своей личности и, может быть, недостаточно верно передавая бытовые стороны данной ему роли, превосходно передавал то, что в ней было «общечеловеческого». Этому выдающемуся таланту не хватало школы. Наделённый от природы чрезвычайною весёлостью, комизмом, необыкновенным комическим жаром, Ж. не развил своих дарований трудом, изучением, наблюдением; он играл всегда по вдохновению, и поэтому игра его была неровная, невыдержанная, но захватывающая зрителя. По выражению одного из современников, «Ж. 50 лет играл на сцене самого себя, но так играл, что не надоел этим в целые полвека».

Начиная с 1834 года и ежегодно Василий Игнатьевич Живокини гастролировал в провинции (Нижний Новгород, антреприза Рязанцева), а одно время даже имел там свою антрепризу.
Живокини преподавал драматическое искусство в московском театральном училище.
Живокини напечатал свои «Воспоминания» в «Театральных Афишах» (1864, 2, 9 и 28 января, 3 февраля и 12 марта) и в «Московских Ведомостях» (1874, № 20-24 и 27). В 1914 г. вышли отдельной книгой: «Из моих воспоминаний», «Библиотека театра и искусства», СПБ, 1914, февраль, кн. 2, с. 3-31.
В конце 1873 заболел и перестал выступать на сцене. Однако, почувствовав себя лучше, он решил возобновить работу в театре. 17 января 1874 состоялся спектакль с его участием, который Живокини едва довёл до конца и через несколько часов скончался. Похоронен на Ваганьковском кладбище (23 уч.).

## Актёрская династия Живокини
Василий Игнатьевич Живокини стал основоположником актёрской династии Живокини:
- Живокини, Дмитрий Васильевич (15.05.1829 — 08.01.1890). Сын Василия Игнатьевича. С 1848 до конца жизни служил в Малом театре; играл комические, преимущественно второстепенные роли;
- Живокини, Александра Васильевна (урождённая Петрова; 1840 — 10.01.1885). Жена Дмитрия Васильевича Живокини. Работала в Малом театре (1857-78). Исполняла преимущественно второстепенные роли в водевилях;
- Живокини-Марджанова, Надежда Дмитриевна (29.08.1876 — ?). Дочь Дмитрия Васильевича Живокини. Жена режиссёра К. А. Марджанишвили. Выступала на сцене с 1896.